# كيث سميث (لاعب كرة قدم)
كيث سميث (بالإنجليزية: Keith Smith)‏ (و. 1992  م) هو لاعب كرة قدم أمريكية، من الولايات المتحدة، ولد في بومونا، كاليفورنيا، يلعب كظهير ‏.

## التعليم
تعلم في Charter Oak High School ‏.

## روابط خارجية
- كيث سميث على موقع مرجع كرة القدم المحترفة.كوم (الإنجليزية)